# Coelorinchus brevirostris
Coelorinchus brevirostris es una especie de pez de la familia Macrouridae en el orden de los Gadiformes.

## Morfología
• Los machos pueden llegar alcanzar los 21,6 cm de longitud total.

## Hábitat
Es un pez de aguas profundas que vive entre 400-600m de profundidad.

## Distribución geográfica
Se encuentra al sur de Okinawa y noreste de Taiwán.